# Аеронавігація

Аеронавігація (повітряна навігація) — наука про методи водіння літальних апаратів за заданими курсом і висотою та з додержанням визначеного часу польоту.
Техніки, які використовуються для навігації в повітрі, залежать від того, чи пілот летить згідно з правилами візуального польоту (ПВП) чи правилами польотів за приладами (ППП). У другому випадку, пілот здійснюватиме навігацію виключно використовуючи пілотажні прилади і засоби радіо навігації, такі як радіомаяки, або слідувати вказівкам радарного управління, які видаються системою керування повітряним рухом. У випадку ПВП, буде значною мірою здійснювати навігацію за допомогою методів "числення координат" в поєднанні із візуальними спостереженнями (лоцманське проведення), із посиланням на відповідні карти. Це може доповнюватись радіонавігаційними засобами.
Основні види аеронавігації:
1. політ за земними орієнтирами;
2. компасна аеронавігація;
3. радіонавігація;
4. астронавігація.